# Liste des épisodes des Envahisseurs
Cette liste présente les 43 épisodes de la série Les Envahisseurs .
Chaque épisode est composé d'une brève introduction, de quatre parties et d'un épilogue.
 Sauf indication contraire, les informations mentionnées dans cette section peuvent être confirmées par la base de données cinématographiques IMDb,  présente dans la section « Liens externes ».

## Première saison (1967)

### Première preuve
- Titre original : Beachhead
- Première diffusion : 10 janvier 1967.
- Épisode 1.01 (épisode no 1).
- réalisateur :        Joseph Sargent
- scénariste :         Anthony Wilson
- Distribution :

- James Daly (Alan Landers)
- J.D. Cannon (lieutenant Ben Holman)
- Diane Baker (Kathy Adams)
- Ellen Corby (tante Sara)
- Skip Ward (l'homme) crédité sous James Ward
- Bonnie Beecher (en) (la femme)
- Vaughn Taylor (Kemper)
- Mary Jackson (l'infirmière)
- John Milford (shérif Lou Carver)
- Shep Houghton (en) (un employé de bureau) non crédité
- Ron Nyman (un habitant) non crédité
- Tony Regan (le docteur) non crédité
- Tom Steele (un ouvrier) non crédité
- Norman Stevans (un employé de bureau) non crédité

### L'Expérience
- Titre original : The Experiment
- Épisode 1.02 (épisode no 2).
- Première diffusion : 17 janvier 1967.
- réalisateur :        Joseph Sargent
- scénariste :         Anthony Spinner
- Remarque :
- Distribution :

- Laurence Naismith (Curtis Lindstrom)
- Roddy McDowall (Lloyd Lindstrom)
- Harold Gould (Dr Mailer)
- Dabbs Greer (le pasteur)
- Lawrence Montaigne (le premier homme)
- Willard Sage (en) (lieutenant James)
- Stuart Lancaster (en) (le responsable)
- Jackie Kendall (la propriétaire)
- Roy N. Sickner (le chauffeur de taxi) crédité sous Roy Sickner
- Mel Gallagher (l'infirmier)
- John Ward (le policier)
- Soon-Tek Oh (le domestique) crédité sous Soon Taik Oh
- Sig Frohlich (un passager) non crédité
- Paul Gleason (un envahisseur) non crédité
- Max Kleven (un envahisseur) non crédité
- Clark Ross (un passager) non crédité
- Jason Wingreen (un journaliste) non crédité

### La Mutation
- Titre original : The Mutation
- Épisode 1.03 (épisode no 3).
- Première diffusion : 24 janvier 1967.
- réalisateur :        Paul Wendkos
- scénariste :         David Chandler
- Remarque : Il s'agit du premier épisode qui montre ce qu'il advient quand les extraterrestres meurent. Cinq extraterrestres meurent au cours de l'épisode.
- Distribution :

- Edward Andrews (Mark Evans)
- Suzanne Pleshette (Vikki)
- Lin McCarthy (en) (Fellows)
- Roy Jenson (le premier envahisseur)
- Rodolfo Hoyos Jr. (Miguel) crédité sous Rodolfo Hoyos
- Val Avery (le directeur)
- Argentina Brunetti (Luz)
- William Stevens (Cobbs)
- Tina Menard (la mère de l'enfant)
- Tony Davis (le petit garçon)
- Roberto Contreras (le premier guide)
- Pepe Callahan (le deuxième guide)
- Ted Gehring (en) (le chauffeur de taxi)
- Pedro Regas (en) (Beggar)
- Max Kleven (un envahisseur) non crédité
- Robert Robinson (un baigneur) non crédité

### Les Sangsues
- Titre original : The Leeches
- Épisode 1.04 (épisode no 4).
- Première diffusion : 31 janvier 1967.
- réalisateur :        Paul Wendkos
- scénariste :         Dan Ullman
- Remarques :
  - l'acteur Peter Mark Richman jouera un autre personnage dans la série : le procureur général Andrew Hatcher, dans le dernier épisode de la série (Épisode 43 : Inquisition).
  - la voix de David Vincent est doublée par Dominique Paturel (crédité au générique).
- Distribution :

- Arthur Hill (Warren Doneghan - directeur d'une grande entreprise)
- Diana van der Vlis (en) (Eve Doneghan)
- Robert H. Harris (en) (Hastings)
- Peter Mark Richman (Tom Wiley, le chef de la sécurité) crédité sous Mark Richman
- Theodore Marcuse (Noel Markham) crédité sous Theo Marcuse
- Peter Brocco (Millington)
- Noah Keen (en) (Le psychiatre)
- William Wintersole (l'envahisseur responsable)
- Hank Brandt (en) (l'homme)
- Ray Kellogg (le garde)
- Craig Chudy (un envahisseur) non crédité
- Ron Nyman (un envahisseur) non crédité

### Genèse
- Titre original : Genesis
- Épisode 1.05 (épisode no 5).
- réalisateur :        Richard Benedict
- scénariste :         John W. Bloch
- Remarque : Il existe deux doublages français, l'un de 1969 et l'autre de 1987.
- Première diffusion : 7 février 1967.
- Distribution :

- John Larch (Greg Lucather)
- Phillip Pine (en) (sergent Hal Corman, policier motard) crédité sous Phillip E. Pine
- Frank Overton (Dr Grayson)
- Carol Eve Rossen (Selene Lowell, scientifique) créditée sous Carol Rossen
- Louise Latham (Joan Corman, épouse du sergent Hal Corman)
- Tim McIntire (Steve Gibbs)
- William Sargent (Dr. Ken Harrison)
- Jonathan Goldsmith (en) (Kevin Ryan) crédité sous Jonathan Lippe
- James Devine (Jimmy)
- Dallas Mitchell (Andy)
- Bill Erwin (le directeur)
- Danny Sue Nolan (en) (l'infirmière) créditée sous Dani Nolan
- Bill Hickman (en) (le patrouilleur) non crédité
- Guy Way (le laborantin) non crédité

### Vikor
- Titre original : Vikor
- Épisode 1.06 (épisode no 6).
- Première diffusion : 14 février 1967.
- réalisateur :        Paul Wendkos
- scénariste :         Michael Adams
- Remarque : la voix de David Vincent est doublée par Dominique Paturel (crédité au générique).
- Distribution :

- Jack Lord (George Vikor)
- Diana Hyland (Sherri Vikor)
- Alfred Ryder (M. Nexus)
- Richard O'Brien (le sergent de police)
- Sam Edwards (Hank)
- Joe di Reda (Phil)
- Hal Baylor (le premier garde)
- Larry Duran (le maître d'hôtel)
- Max Kleven (le second garde)
- Craig Chudy (un envahisseur) non crédité

### Cauchemar
- Titre original : Nightmare
- Épisode 1.07 (épisode no 7).
- Première diffusion : 21 février 1967.
- réalisateur :        Paul Wendkos
- scénariste :         John Kneubuhl
- Distribution :

- Kathleen Widdoes (Ellen Woods)
- James T. Callahan (Ed Gidney) crédité sous James Callahan
- Robert Emhardt (Oliver Ames)
- Jeanette Nolan (Mademoiselle Havergill)
- William Bramley (agent Gabbard)
- Irene Tedrow (Clare Lapham)
- Nellie Burt (Lena Lapham)
- Logan Field (Carl Gidney)
- John Harmon (le cuisinier)
- Wayne Heffley (en) (l'adjoint)
- William Challee (Danielson)
- Jim Halferty (Fred Danielson)
- Carey Loftin (Hank Braden)
- Craig Chudy (l'ami de Ed) non crédité

### À l'aube du dernier Jour
- Titre original : Doomsday Minus One
- Épisode 1.08 (épisode no 8).
- Première diffusion : 28 février 1967.
- réalisateur :        Paul Wendkos
- scénariste :         Louis Vittes
- Distribution :

- William Windom (major Rick Graves)
- Andrew Duggan (général Theodore Beaumont)
- Robert Osterloh (Carl Wyeth)
- Wesley Addy (Tomkins)
- Lee Farr (en) (l'agent du département de la Justice)
- Tom Palmer (Spence)
- Lew Brown (le sous-officier en service)
- K.L. Smith (le premier garde)
- Rick Murray (le gardien du parking)
- Don Kennedy (en) (le second garde)
- David Armstrong (le policier militaire) crédité sous Dave Armstrong
- Ron Nyman (l'envahisseur barman) non crédité

### Équation: Danger
- Titre original : Quantity: Unknown
- Épisode 1.09 (épisode no 9).
- Première diffusion : 7 mars 1967
- réalisateur :        Sutton Roley
- scénariste :         Don Brinkley
- Histoire :           Clyde Ware
- Distribution :

- Milton Selzer (A. J. Richards, chef du laboratoire)
- James Whitmore (Harry Swain)
- Susan Strasberg (Diane Oberly)
- William Talman (colonel Frank Griffith)
- Barney Phillips (Walt Anson)
- Douglas Henderson (lieutenant Farley)
- Ernest Sarracino (Leo Rinaldi)
- Byron Keith (l'enquêteur)
- Michael Harris (le chauffeur du camion postier)
- Raymond Guth (le deuxième garde)
- Mel Ruick (le pasteur) crédité sous Melville Ruick
- Ron Doyle (le secouriste)
- Craig Chudy (l'envahisseur sur l'autoroute) non crédité

### L'Innocent
- Titre original : The Innocent
- Épisode 1.10 (épisode no 10).

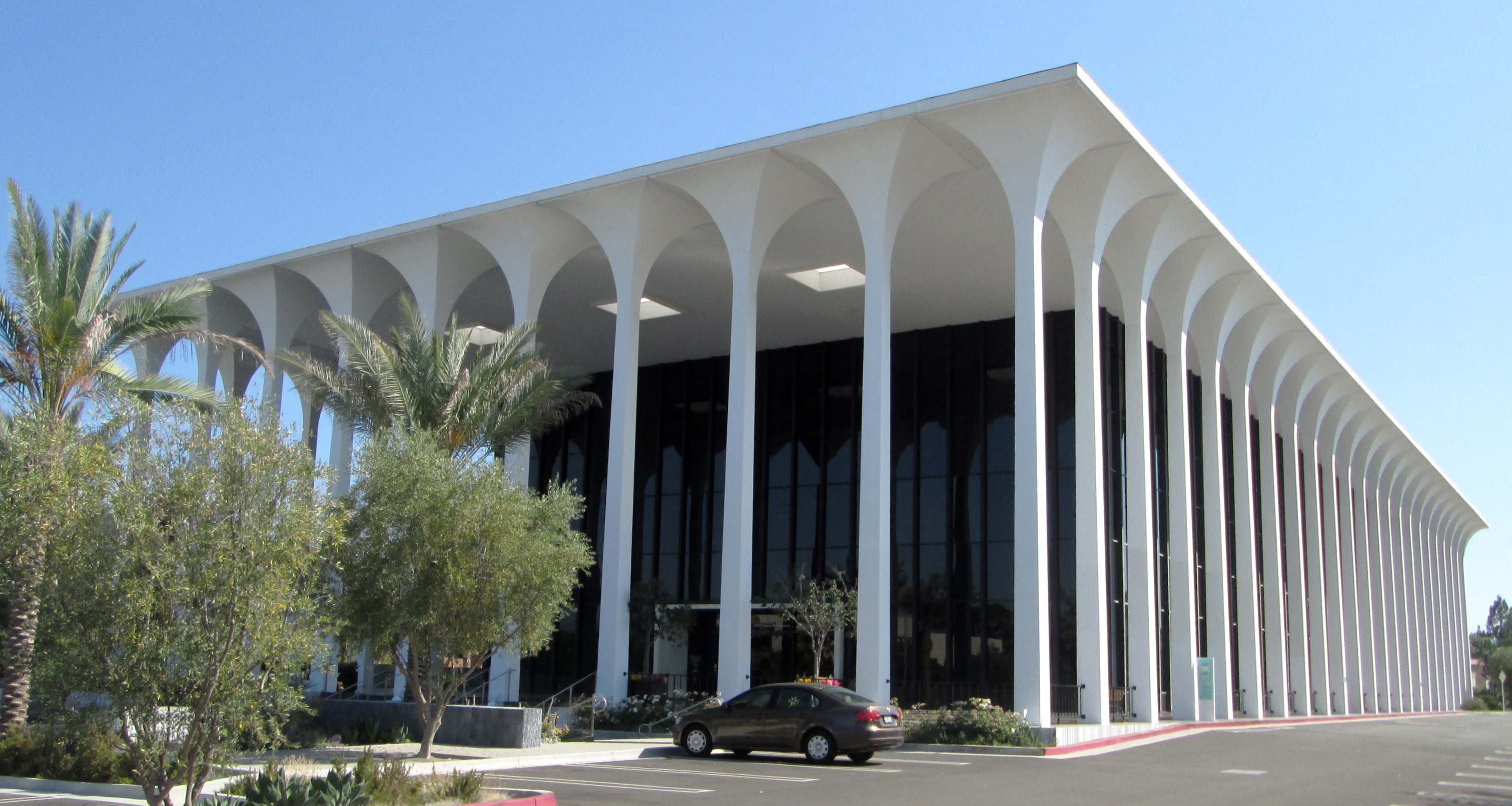
Localisation de la scène du rêve

- Première diffusion : 14 mars 1967.
- réalisateur :        Sutton Roley
- scénariste :         John W. Bloch
- Histoire :           Norman Klennman, Bernard Rothman & John W. Bloch
- Remarques :
  - David Vincent est emmené dans le vaisseau spatial alien.
  - La scène du rêve a été tournée à Laguna Hills, en Californie
- Distribution :

- Dabney Coleman (capitaine Mitchell Ross)
- William Smithers (Nat Greely)
- Patricia Smith (Edna Greely)
- Michael Rennie (Magnus)
- Katherine Justice (Helen)
- Robert Doyle (sergent Walter Ruddell)
- Frank Marth (le premier envahisseur)
- Paul Carr (en) (Billy Stearns)
- Johnny Jensen (Nat, jeune)
- Harry Lauter (le deuxième envahisseur)
- Erik Holland (le policier militaire envahisseur)

### Le Rideau de lierre
- Titre original : The Ivy Curtain
- Épisode 1.11 (épisode no 11).
- Première diffusion : 21 mars 1967.
- réalisateur :        Sutton Roley
- scénariste :         Don Brinkley
- Remarques :
  - Le titre en anglais (The Ivy Curtain) évoque les universités « Ivy League » ; l'épisode s'intitulait "Guerre Subversive" lors des diffusions sur l'ORTF en 1971 et Antenne 2 en 1975[1].
  - Le permis de conduire de David Vincent est montré et indique sa date de naissance : 2 octobre 1934.
- Distribution :

- Jack Warden (Barney Cahill)
- Murray Matheson (Docteur Reynard)
- Susan Oliver (Stacy Cahill)
- David Sheiner (en) (M. Burns)
- Clarke Gordon (M. Nova) crédité sous Clark Gordon
- Barry Russo (lieutenant Alvarado)
- Byron Morrow (en) (Gilbert)
- Paul Pepper (le répartiteur)
- Jacqueline Mayo (la femme en pleurs)
- John Napier (le premier envahisseur)
- Ted Markland (l'homme envahisseur)
- Laurie Mock (la femme envahisseur)
- Garth Pillsbury (l'interne)
- Bud Perkins (le barman)
- Norman Stevans (le patron du bar) non crédité

### Trahison
- Titre original : The Betrayed
- Épisode 1.12 (épisode no 12).
- Première diffusion : 28 mars 1967.
- Remarque : Theodore Sturgeon a co-écrit le scénario.
- réalisateur :        John Meredyth Lucas
- scénariste :         John W. Bloch
- Histoire :           Theodore Sturgeon & John W. Bloch
- Distribution :

- Ed Begley (Simon Carver)
- Laura Devon (Susan Carver)
- Norman Fell (Neal Taft)
- Nancy Wickwire (en) (Evelyn Bowers)
- Bill Fletcher (le premier envahisseur)
- Victor Brandt (en) (Joey Taft)
- Ivan Bonar (en) (l'envahisseur âgé)
- Joel Fluellen (le maître d'hôtel)
- Gilchrist Stuart (le serveur) crédité sous Gil Stuart
- Garrison True (le jeune médecin)
- Ron Stokes (l'envahisseur aux commandes)
- Max Kleven (le troisième envahisseur)
- Don Anderson (un envahisseur) non crédité
- Joseph La Cava (un serveur) non crédité
- Tom McDonough (le shérif) non crédité
- Norman Stevans (un passant à l'aéroport) non crédité

### La Tornade
- Titre original : Storm
- Épisode 1.13 (épisode no 13).
- Première diffusion : 4 avril 1967.
- réalisateur :        Paul Wendkos
- scénariste :         John Kneubuhl
- Distribution :

- Joseph Campanella (le Père Joe Correlli)
- Barbara Luna (Lisa)
- Dean Harens (Docteur Macleuen)
- Carlos Romero (Luis Perez)
- Simon Scott (Docteur Malcolm Gantley)
- John McLiam (l'employé de l'hôtel)
- Paul Comi (Danny)
- Edward Faulkner (le premier envahisseur)
- Allen Emerson (l'organiste)
- John Mayo (le météorologue)
- Pete Kellett (un envahisseur sur le bateau) non crédité

### Panique
- Titre original : Panic
- Épisode 1.14 (épisode no 14).
- Première diffusion : 11 avril 1967.
- réalisateur :        Robert Butler
- scénariste :         Robert Sherman
- Remarque : Lynn Loring épouse Roy Thinnes quelques mois après
- Distribution :

- Robert Walker Jr. (Nick Baxter)
- Lynn Loring (Madeline Flagg)
- R. G. Armstrong (Gus Flagg)
- Len Wayland (l'adjoint Wallace)
- Ross Hagen (en) (Jorden)
- Ford Rainey (George Grundy)
- Rayford Barnes (l'adjoint envahisseur)
- Robert Sorrells (en) (le pompiste)
- Joseph Perry (en) (Joe Bagely)
- Helen Kleeb (Molly)
- Don Eitner (Webster)
- Don Ross (Ed Larson)
- Mercedes Shirley (en) (la femme)
- Ralph Thomas (l'adjoint)
- Albert Cavens (en) (un journaliste) non crédité
- Monty O'Grady (un journaliste) non crédité

### L'Astronaute
- Titre original : Moonshot
- Épisode 1.15 (épisode no 15).
- Première diffusion : 18 avril 1967.
- réalisateur :        Paul Wendkos
- scénariste :         John W. Bloch & Rita Lakin
- Histoire :           Rita Lakin
- Distribution :

- Peter Graves (Gavin Lewis)
- Strother Martin (Charlie Coogan)
- John Ericson (Hardy Smith)
- Joanne Linville (Angela Smith)
- Kent Smith (Stan Arthur)
- Robert Knapp (en) (lieutenant-cololonel Howell)
- Anthony Eisley (en) (Tony Lacava)
- John Lupton (major Clifford Banks)
- Richard X. Slattery (en) (Riley)
- Paul Lukather (en) (Correll)
- Ross Elliott (McNally)
- John Carter (Owens)
- Charles McDaniel (Roberts) crédité sous Charles A. McDaniel
- Steve Cory (le gardien)
- Morgan Jones (la première journaliste)
- Lee Millar (le deuxième journaliste)
- Bob Duggan (le troisième journaliste)
- Ollie O'Toole (en) (la quatrième journaliste)
- Steve Ferry (le technicien)
- George Hoagland (un garde) non crédité
- Tom McDonough (un garde) non crédité
- Jerry Rush (un journaliste) non crédité
- Mark Russell (en) (un photographe) non crédité
- Jack Tornek (un banlieusard) non crédité

### Le Mur de cristal
- Titre original : Wall of Crystal
- Épisode 1.16 (épisode no 16).
- Première diffusion : 2 mai 1967.
- réalisateur :        Joseph Sargent
- scénariste :         Don Brinkley & Dan Ullman
- Histoire :           Dan Ullman
- Distribution :

- Burgess Meredith (Theodore Booth)
- Edward Asner (Taugus)
- Linden Chiles (Docteur Robert Vincent)
- Julie Sommars (Grace Vincent)
- Lloyd Gough (Joe McMullen)
- Russ Conway (détective Harding)
- Jerry Ayres (le jeune marié)
- Peggy Lipton (la jeune mariée)
- Mary Lou Taylor (Madame Endicott)
- Karen Norris (Mademoiselle Johnson)
- Ray Kellogg (le policier)
- Fred Waugh (le garde envahisseur)
- David Armstrong (le caméraman) non crédité
- Max Kleven (le garde envahisseur) non crédité
- Ervin Richardson (Harry, le laborantin) non crédité
- Sammy Shack (le chauffeur de taxi) non crédité

### Le Condamné
- Titre original : The Condemned
- Épisode 1.17 (épisode no 17).
- Première diffusion : 9 mai 1967.
- réalisateur :        Richard Benedict
- scénariste :         Robert Sherman
- Remarque : Il existe deux doublages français, un de 1969 et un de 1987.
- Distribution :

- Ralph Bellamy (Morgan Tate)
- Murray Hamilton (Lewis Dunhill)
- Marlyn Mason (Carol Tate)
- Larry Ward (en) (le détective Carter)
- John Ragin (en)(John Finney)
- Wright King (Ed Tonkin)
- Garry Walberg (le détective Reagan)
- Harlan Warde (Ed Peterson)
- Paul Bryar (en) (J.O. Brock)
- Kevin Burchett (Paul)
- Gordon Wescourt (Joey)
- Geoffrey Deuel (en) (l'adolescent)
- Debi Storm (Victoria)
- Seymour Cassel (le conducteur)
- Stuart Nisbet (en) (le légiste)
- Craig Chudy (le tireur extraterrestre) non crédité

## Seconde saison (1967-1968)

### Alerte rouge
- Titre original : Condition: Red
- Épisode 2.01 (épisode no 18).
- Première diffusion : 5 septembre 1967.
- réalisateur :        Don Medford
- scénariste :         Laurence Heath
- Remarque :
- Distribution :

- Antoinette Bower (Laurie Keller)
- Jason Evers (Dan Keller)
- Simon Scott (Major Pete Stanhope)
- Mort Mills (M. Arius)
- Forrest Compton (en) (capitaine Chester Albertson)
- Robert Brubaker (en) (général Winters)
- Burt Douglas (capitaine Burt Connors)
- Roy Engel (Docteur Rogers)
- Robert Hitchcock (un officier de contrôle) non crédité
- Shep Houghton (en) (un officier de contrôle) non crédité
- Michael Jeffers (un officier militaire) non crédité
- Monty O'Grady (un officier de contrôle) non crédité
- Mark Russell (en) (un envahisseur) non crédité

### La Soucoupe volante
- Titre original : The Saucer
- Épisode 2.02 (épisode no 19).
- réalisateur :        Jesse Hibbs
- scénariste :         Dan Ullman
- Remarque :
  - Il existe deux doublages français, un de 1969 et un de 1987
  - Six Envahisseurs sont tués dans l'épisode.
- Première diffusion : 12 septembre 1967.
- Distribution :

- Dabney Coleman (John Carter)
- Charles Drake (Robert Morrison)
- Anne Francis (Annie Rhodes)
- Sandy Kenyon (le chef envahisseur)
- Kelly Thordsen (Sam Thorne)
- Robert Knapp (en) (Joe Bonning)
- John Ward (le pilote envahisseur)
- Glenn Bradley (le docteur)
- Tina Menard (la femme de chambre)
- Christopher Shea (le garçon)
- Dick Cherney (un officier de police) non crédité
- Robert Dulaine (le préposé) non crédité
- Ron Nyman (un envahisseur) non crédité

### Les Espions
- Titre original : The Watchers
- Épisode 2.03 (épisode no 20).
- Première diffusion : 19 septembre 1967.
- réalisateur :        Jesse Hibbs
- scénariste :         Jerry Sohl & Earl Hammer, Jr.
- histoire :           Earl Hammer, Jr. & Michael Adams
- Remarque :
- Distribution :

- Kevin McCarthy (Paul Cook)
- Shirley Knight (Maggie)
- Leonard Stone (en) (Ramsey)
- Robert Yuro (Simms)
- Walter Brooke (Danvers)
- Harry Hickox (en) (Bowman)
- John Zaremba (en) (le général)
- James Seay (Grayson)
- Paul Sorensen (en) (le premier envahisseur)
- Marlowe Jensen (le deuxième envahisseur)
- Dick Cherney (le serveur) non crédité
- Mark Russell (en) (l'attaché) non crédité

### La Vallée des ombres
- Titre original : Valley of the Shadow
- Épisode 2.04 (épisode no 21).
- Première diffusion : 26 septembre 1967.
- réalisateur :        Jesse Hibbs
- scénariste :         Robert Sabaroff
- histoire :           Howard Merrill & Robert Sabaroff
- Remarque :
- Distribution :

- Mark Roberts (en) (docteur Sam Larousse)
- Nan Martin (docteur Maria McKinley)
- Harry Townes (Will Hale)
- Ron Hayes (en) (le shérif)
- Robert Sorrells (en) (l'adjoint)
- Ted Knight (le major - envahisseur)
- Joe Maross (capitaine Taft - envahisseur)
- Hank Brandt (Joe Manners - envahisseur)
- Don Eitner (un habitant)
- John Lormer (le ministre)
- James Sikking (capitaine Taft - humain)
- Wayne Heffley (en)(le second sergent)
- Claudia Bryar (une habitante)
- Phil Chambers (en) (un habitant)
- Jimmy Hayes (le frère)
- Richard Gardner (un passant)
- Kenner G. Kemp (un passant) non crédité
- Monty O'Grady (un passant) non crédité
- Earl Spainard (un passant) non crédité
- Jack Tornek (un passant) non crédité

### L'Ennemi
- Titre original : The Enemy
- Épisode 2.05 (épisode no 22).
- Première diffusion : 3 octobre 1967.
- réalisateur :        Robert Butler
- scénariste :         John W. Bloch
- Remarque :
- Distribution :

- Barbara Barrie (Gale Frazer)
- Richard Anderson (Blake)
- Russell Thorson (en) (le shérif)
- Paul Mantee (le shérif adjoint)
- Gene Lyons (Sawyer)
- George Keymas (en) (Lavin)

### Le Procès
- Titre original : The Trial
- Épisode 2.06 (épisode no 23).
- Première diffusion : 10 octobre 1967.
- réalisateur :        Robert Butler
- scénariste :         George Eckstein & David W. Rintels
- Remarque :
- Distribution :

- Don Gordon (Charlie Gilman)
- Bill Zuckert (le sergent Wisnovsky)
- Harold Gould (le procureur Allen Slater)
- Russell Johnson (l'avocat James Bernard)
- Lynda Day George (Janet Wilk) crédité sous Lynda Day
- James McCallion (Brennan)
- Malcolm Atterbury (Judge Simonson)
- Selette Cole (Mademoiselle Cole)
- John Rayner (Fred Wilk)
- Jason Wingreen (le greffier)
- Richard Hale (Fred Wilk senior)
- Amy Douglass (en) (Madame Wilk)
- Sid McCoy (John Lovell)
- Marcia Wallace (un spectateur à l'audience) non crédité
- Chalky Williams (un spectateur) non crédité

### Les Spores
- Titre original : The Spores
- Épisode 2.07 (épisode no 24).
- Première diffusion : 17 octobre 1967.
- réalisateur :        William Hale
- scénariste :         Ellis Kadison & Joel Kane
- histoire :           Al Ramrus & John Shaner & Ellis Kadison & Joel Kane
- Remarque :
- Distribution :

- Gene Hackman (Tom Jessup)
- John Randolph (sergent Ernie Goldhaver)
- Wayne Rogers (lieutenant Mattson)
- Mark Miller (en) (Jack Palay)
- Patricia Smith (Sally Palay)
- James Gammon (Hal)
- Judee Morton (Mavis)
- Kevin Coughlin (Roy)
- Noam Pitlik (en) (Jerry Burns)
- Vince Howard (en) (Frank)
- Norma Connolly (en) (la serveuse)
- Joel Davison (Earl Garber)
- Brian Nash (Mike)
- Stephen Liss (Archie)
- Christine Matchett (Elizabeth Garber) créditée sous Christie Matchett
- Tony Regan (un officier de police) non crédité

### Un curieux voyage
- Titre original : Dark Outpost
- Épisode 2.08 (épisode no 25).
- Première diffusion : 24 octobre 1967.
- réalisateur :        George McCowan
- scénariste :         Jerry Sohl
- Remarque :
- Distribution :

- Andrew Prine (Vern Corbett)
- Dawn Wells (Eileen Brown)
- Tim McIntire (Hal)
- Tom Lowell (Steve)
- William Sargent (docteur John Devin)
- Kelly Jean Peters (Nicole)
- Whit Bissell (le colonel Harris)
- Susan Davis (Madame James)
- William Stevens (le sergent)
- William Wintersole (Carr)
- Bard Stevens (l'ambulancier)
- Walter Reed (le major)
- Sam Edwards (Thatcher)
- Bud Cokes (un envahisseur) non crédité
- Robert Dulaine (un envahisseur) non crédité
- Tony Regan (un envahisseur) non crédité
- Mark Russell (en) (un envahisseur) non crédité

### Conférence au sommet -1repartie
- Titre original : Summit Meeting - Part 1
- Épisode 2.09 (épisode no 26).
- Première diffusion : 31 octobre 1967.
- réalisateur :        Don Medford
- scénariste :         George Eckstein
- histoire :           Al Ramrus & John Shaner & Ellis Kadison & Joel Kane
- Remarque :
- Distribution :

- Eduard Franz (Thor Halvorsen)
- Michael Rennie (Alquist)
- William Windom (Michael Tressider)
- Ford Rainey (général Blaine)
- Diana Hyland (Ellie Markham)
- Martin West (en) (le lieutenant)
- Ian Wolfe (Knute Rosmundson)
- Ben Wright (l'émissaire)
- Peter Hobbs (le colonel)
- Ross Elliott (le détective de l'hôtel)
- Vic Perrin (l'envahisseur hypnotiseur)
- William Boyett (homme de main de Tressider)
- Don Lamond (le journaliste)
- Victoria Hale (la femme hippie)
- David Armstrong (un homme) crédité sous Dave Armstrong
- Ralph Brooks (un touriste) non crédité
- George DeNormand (en) (un envahisseur) non crédité
- James Gonzalez (un officier) non crédité
- Philo McCullough (un passant) non crédité
- Hans Moebus (un envahisseur) non crédité
- Hal Taggart (un envahisseur) non crédité

### Conférence au sommet -2epartie
- Titre original : Summit Meeting - Part 2
- Épisode 2.10 (épisode no 27).
- Première diffusion : 7 novembre 1967.
- réalisateur :        Don Medford
- scénariste :         George Eckstein
- Distribution :

- Eduard Franz (Thor Halvorsen)
- Michael Rennie (Pierre Alquist)
- William Windom (Michael Tressider)
- Diana Hyland (Ellie Markham)
- Richard Eastham (en) (Carl Vanders)
- Jay Lanin (le secouriste d'Alquist)
- Lew Brown (un secouriste)
- Hank Simms (en) (le premier journaliste)
- Troy Melton (le deuxième journaliste)
- Albert Carrier (en) (le Français)
- Lee Farr (en)
- Morgan Jones (le garde)
- John Mayo (un envahisseur)
- Don Ross (un reporter)
- Paul Bradley (un participant au sommet) non crédité
- Ralph Brooks (un photographe) non crédité
- Spencer Chan (en) (un participant au sommet) non crédité
- Dan Frazer (un journaliste) non crédité
- Rudy Germane (le général) non crédité
- James Gonzalez (un participant au sommet) non crédité
- Alex Johnson (l'agent de l'EURAC) non crédité
- Paul King (un participant au sommet) non crédité
- Ted Knight (le narrateur extraterrestre) non crédité
- Joseph La Cava (un participant au sommet) non crédité
- Monty O'Grady (un photographe) non crédité
- Hal Riddle (en) (un homme) non crédité
- Clark Ross (un participant au sommet) non crédité
- Cosmo Sardo (un participant au sommet) non crédité
- Jeffrey Sayre (un participant au sommet) non crédité
- Gilchrist Stuart (un journaliste) non crédité
- Arthur Tovey (un participant au sommet) non crédité

### Le Prophète
- Titre original : The Prophet
- Épisode 2.11 (épisode no 28).
- Première diffusion :
- réalisateur :        Robert Douglas
- scénariste :         Warren Duff
- histoire :           Jerry DeBono
- Remarque :
- Distribution :

- Pat Hingle (Frère Avery)
- Zina Bethune (en) (Sœur Claire)
- Roger Perry (Bill Shay)
- Richard O'Brien (Frère John)
- Byron Keith (Frère James)
- Dan Frazer (le journaliste)
- Ray Kellogg (le garde)
- Albert Cavens (en) (le suiveur) non crédité
- Dick Cherney (le guetteur) non crédité
- Sid Troy (un garde) non crédité

### Le Labyrinthe
- Titre original : Labyrinth
- Épisode 2.12 (épisode no 29).
- Première diffusion :
- réalisateur :        Murray Golden
- scénariste :         Art Wallace
- Remarque :
- Distribution :

- Ed Begley (Samuel Crowell)
- James T. Callahan (Harry Mills)
- Sally Kellerman (Laura Crowell)
- John Zaremba (en) (Professeur Harrison)
- Virginia Christine (Madame Thorne)
- Ed Peck (Darrow)
- Martin Blaine (Argyle)
- William Sumper (le chauffeur de taxi)
- Wilhelm von Homburg (le patient extraterrestre)
- E.J. André (le docteur Henry Thorne)
- Bill Quinn (lieutenant Eaton) crédité sous William Quinn
- Barbara Dodd (Mademoiselle Fox)
- Benjie Bancroft (un officier de police) non crédité
- Hal Taggart (un piéton) non crédité

### La Capture
- Titre original : The Captive
- Épisode 2.13 (épisode no 30).
- Première diffusion :
- réalisateur :        William Hale
- scénariste :         Laurence Heath
- Remarque :
- Distribution :

- Don Dubbins (Wesley J. Sanders)
- Dana Wynter (Katherina Serret)
- Fritz Weaver (Peter Borke)
- Lawrence Dane (Josef Dansk)
- Douglas Henderson (Martin)
- Jock Gaynor (en) (Conner)
- Tom Palmer (Dorian)
- Peter Coe (Leo)
- Dallas Mitchell (Jim Rogers)
- Robert Patten (en) (Murphy)
- Alex Rodine (le garde)
- Chuck Hamilton (un garde) non crédité

### Les Défenseurs
- Titre original : The Believers
- Épisode 2.14 (épisode no 31).
- réalisateur :        Paul Wendkos
- scénariste :         Barry Oringer
- Remarque : Roy Thinnes est doublé en français par Jacques Thébault.
- Première diffusion : 5 décembre 1967
- Distribution :

- Kent Smith (Edgar Scoville)
- Carol Lynley (Elyse Reynolds)
- Rhys Williams (Pr Hellman)
- Anthony Eisley (en) (Bob Torin)
- Donald Davis (en) (Harland)
- Than Wyenn (Torberg)
- Maura McGiveney (en) (Mary Torin)
- Richard Karlan (en) (Charles Roselli)
- Byron Morrow (en) (colonel Newcomb)
- Hal Baylor (le garde amical)
- Kathleen Larkin (lieutenant Sally Harper)
- Mark Tapscott (le garde)
- Warren Parker (Arthur Singeiser)
- Allen Emerson (l'envahisseur à la bibliothèque)
- Ed Long (le garde dans le couloir)
- Eddie Barth (en) (le chauffeur de taxi) crédité sous Ed Barth
- Tim Burns (l'étudiant)
- Robert Dulaine (l'extraterrestre assassin) non crédité
- Robert Hitchcock (un croyant) non crédité
- Mark Russell (en) (un envahisseur en voiture) non crédité
- Arthur Tovey (un croyant) non crédité

### La Rançon
- Titre original : The Ransom
- Épisode 2.15 (épisode no 32).
- réalisateur :        Lewis Allen
- scénariste :         Robert Collins
- Remarque : Roy Thinnes est doublé en français par Jacques Thébault.
- Première diffusion : 12 décembre 1967
- Distribution :

- Alfred Ryder (le chef envahisseur)
- Karen Black (Claudia Stone)
- Kent Smith (Edgar Scoville)
- Anthony Eisley (en) (Bob Torin)
- Laurence Naismith (Cyrus Stone)
- Lawrence Montaigne (Garth)
- John S. Ragin (en) (Kant) crédité sous John Ragin
- Ron Husmann (en) (la sentinelle)
- Karl Held (en) (le lieutenant) crédité sous Christopher Held
- John Graham (colonel Ralph Gentry)
- Joe Quinn (en) (le policier)

### Une action de commando
- Titre original : Task Force
- Épisode 2.16 (épisode no 33).
- réalisateur :        Gerald Mayer
- scénariste :         Warren Duff
- Remarque : Il existe deux doublages français, un de 1969 et un de 1987.
- Première diffusion : 26 décembre 1967
- Distribution :

- Linden Chiles (Jeremy Mace)
- Nancy Kovack (June Murray)
- Kent Smith (Edgar Scoville)
- Martin Wolfson (William Mace)
- Frank Marth (Eric H. Lund)
- John Lasell (Bob Ferrara)
- Barney Phillips (Emmett Morgen)
- John Stephenson (John Nivin)
- Walter Woolf King (en) (la tête d'extraterrestre)
- Robert Dulaine (un membre de la délégation extraterrestre) non crédité
- Paul Gleason (un envahisseur) non crédité
- Tony Regan (un membre de la délégation extraterrestre) non crédité

### Les Possédés
- Titre original : The Possessed
- Épisode 2.17 (épisode no 34).
- Première diffusion : 2 janvier 1968
- réalisateur :        William Hale
- scénariste :         John W. Bloch
- Remarque :
- Distribution :

- Michael Tolan (docteur Ted Willard)
- William Smithers (Adam Lane)
- Katherine Justice (Janet Garner)
- Kent Smith (Edgar Scoville)
- Michael Constantine (docteur Martin Willard)
- Charles Bateman (en) (Burt Newcomb)
- Booth Colman (le légiste Braemer)
- Matt Pelto (le commis extraterrestre)
- Rose Hobart (Irma, la gouvernante)
- Lynn Hobart (l'infirmière extraterrestre) créditée sous Lyn Hobart

### Contre-attaque
- Titre original : Counterattack
- Épisode 2.18 (épisode no 35).
- Première diffusion : 9 janvier 1968
- réalisateur :        Robert Douglas
- scénariste :         Laurence Heath
- Remarque :
- Distribution :

- Lin McCarthy (en) (colonel Archie Harmon)
- Donald Davis (Lucien)
- Ahna Capri (Joan Surrat) créditée sous Anna Capri
- Kent Smith (Edgar Scoville)
- John Milford (Jim Bryce)
- Ken Lynch (lieutenant Conners)
- Pamela Curran (Louise)
- Warren Vanders (en) (Earl)
- Don Chastain (Blake)
- Ross Elliott (professeur Eliot Kramer)
- Charles Stewart (Robertson) crédité sous Charles J. Stewart
- Ed Prentiss (en) (Stanley Leeds)
- Walter Baldwin (Walter)
- Craig Chudy (un envahisseur) non crédité
- Rudy Germane (un journaliste) non crédité
- Orwin C. Harvey (un envahisseur) non crédité
- Sid Troy (l'officier de police) non crédité

### Cauchemar (Embargo sur le rêve)
- Titre original : The Pit
- Épisode 2.19 (épisode no 36).
- Première diffusion : 16 janvier 1968
- réalisateur :        Lewis Allen
- scénariste :         Jack Miller
- Remarque :
- Distribution :

- Joanne Linville (professeur Pat Reed)
- Donald Harron (Jeff Brower)
- Kent Smith (Edgar Scoville)
- Charles Aidman (professeur Julian Reed)
- Simon Scott (docteur John Slaton)
- Johnny Jensen (Frankie Reed)
- Bartlett Robinson (Art Llewellan)
- Noah Keen (en) (Paul Meyers)
- Dort Clark (l'agent de sécurité)
- Pat O'Hara (le scientifique)
- Lisabeth Field (Madame Fielding)
- Michael Harris (le garde)

### L'Organisation
- Titre original : The Organization
- Épisode 2.20 (épisode no 37).
- Première diffusion : 30 janvier 1968
- réalisateur :        William Hale
- scénariste :         Franklin Barton
- Remarque :
- Distribution :

- J.D. Cannon (Peter Kalter)
- Chris Robinson (en) (Mike Calvin)
- Larry Gates (Weller)
- Kent Smith (Edgar Scoville)
- Roy Poole (Cort)
- John Kellogg (Dom)
- Barry Atwater (en) (Dorcas) crédité sous B.G. Atwater
- Ross Hagen (Perry)
- Nelson Olmsted (en) (Amos Foster) crédité sous Nelson Olmstead
- Mark Allen (le second lieutenant)
- Troy Melton (le chauffeur)
- Peter Paul Eastman (un envahisseur) non crédité
- George Ford (le patron du restaurant) non crédité
- Sig Frohlich (le serveur) non crédité
- Ervin Richardson (le garde) non crédité
- Mark Russell (en) (un envahisseur) non crédité
- Sid Troy (l'officier de police) non crédité

### La Recherche de la paix
- Titre original : The Peacemaker
- Épisode 2.21 (épisode no 38).
- Première diffusion : 6 février 1968
- réalisateur :        Robert Day
- scénariste :         David W. Rintels
- Remarque :
- Distribution :

- Phyllis Thaxter (Sarah Concannon)
- Lin McCarthy (en) (colonel Archie Harmon)
- Alfred Ryder (Ryder, chef des envahisseurs)
- Kent Smith (Edgar Scoville)
- James Daly (général Samuel Arlington Concannon)
- Jan Merlin (Post)
- Pat Cardi (Bill Concannon)
- Craig Huebing (Willard)
- Larry Thor (en) (docteur Bill Jacobs)
- Byron Keith (général Cullenbine)
- Jack Bannon (en) (l'officier subalterne)
- Ed Deemer (le policier)

### L'Étau
- Titre original : The Vise
- Épisode 2.22 (épisode no 39).
- Première diffusion : 20 février 1968
- réalisateur :        William Hale
- scénariste :         William Blin
- histoire :           Robert Sabaroff & William Blinn
- Remarque :
- Distribution :

- Raymond St. Jacques (James A. Baxter)
- Janet MacLachlan (Celia Baxter)
- Roscoe Lee Browne (Arnold Andrew Warren)
- Kent Smith (Edgar Scoville)
- Austin Willis (en) (William Gehrig)
- Louis Gossett Jr. (Ollie (as Louis Gossett)) crédité sous Louis Gossett
- Joel Fluellen (Homer Warren)
- D'Urville Martin (Casey)
- John Ward (en) (le policier)
- Pepe Brown (Michael Baxter)
- Boyd 'Red' Morgan (l'agent d'escale) crédité sous Red Boyd Morgan
- James Devine (l'homme à la télévision)
- Albert Cavens (en) (un membre de l'équipe du film) non crédité
- Orwin C. Harvey (un envahisseur) non crédité
- George Hoagland (un membre de l'équipe du film) non crédité
- Mark Russell (en) (un policier) non crédité
- Eddie Smith (le patron du bar) non crédité

### Le Miracle
- Titre original : The Miracle
- Épisode 2.23 (épisode no 40).
- Première diffusion : 27 février 1968
- réalisateur :        Robert Day
- scénariste :         Robert Collins
- histoire :           Norman Herman & Robert Collins
- Remarque : Edward Asner est l'acteur qui jouait le rôle de Lou Grant dans la série du même nom.
- Distribution :

- Barbara Hershey (Beth Ferguson)
- Edward Asner (Harry Ferguson) crédité sous Ed Asner
- Arch Johnson (Père Paul)
- Robert Biheller (Ricky)
- Christopher Shea (Johnny)
- Marion Thompson (La nonne)
- Wayne Heffley (en) (l'adjoint)
- Rayford Barnes (le pilote envahisseur)
- Eumenio Blanco (un passant) non crédité
- Skip Botelho (un passant) non crédité
- Tom Cloud (un passant) non crédité
- Raven Grey Eagle (un passant) non crédité
- Pete Hernandez (un passant) non crédité
- Vincent St. Cyr (un passant) non crédité
- Lucian Tiger (un passant) non crédité

### Mission de vie
- Titre original : The Life Seekers
- Épisode 2.24 (épisode no 41).
- Première diffusion : 5 mars 1968
- réalisateur :        Paul Wenkos
- scénariste :         Laurence Heath
- Remarque :
- Distribution :

- R.G. Armstrong (capitaine de police Bill Battersea)
- Diana Muldaur (Claire)
- Arthur Franz (capitaine Jim Trent)
- Kent Smith (Edgar Scoville)
- Barry Morse (Keith)
- Stephen Brooks (en) (Officier Joe Nash)
- Paul Comi (sergent de police Leeds)
- Morgan Jones (lieutenant Rawlings)
- Herb Armstrong (docteur Stark)
- Barry Cahill (en) (Dorsey)
- Scott Graham (Donner)
- Murray Pollack (l'officier de police) non crédité

### La Fugitive
- Titre original : The Pursued
- Épisode 2.25 (épisode no 42).
- Première diffusion : 19 mars 1968
- réalisateur :        William Hale
- scénariste :         Don Brinkley
- Remarque :
- Distribution :

- Suzanne Pleshette (Anne Gibbs)
- Will Geer (Hank Willis)
- Kent Smith (Edgar Scoville)
- Dana Elcar (shérif Tom Halloway)
- Richard O'Brien (professeur Charles McKay)
- Gene Lyons (John Corwin)
- Mary Jackson (Hattie Willis)
- Eldon Quick (en) (l'antiquaire)
- Michael McGreevey (Eddie McKay) crédité sous Mike McGreevey
- Barry Williams (en) (le garçon)
- Dick Cherney (le photographe) non crédité
- James Gonzalez (un diplomate) non crédité
- Orwin C. Harvey (un envahisseur) non crédité
- George Hoagland (un diplomate) non crédité
- Dick Johnstone (un invité de l'hôtel) non crédité

### Inquisition
- Titre original : Inquisition
- Épisode 2.26 (épisode no 43).
- Première diffusion : 26 mars 1968
- réalisateur :        Robert Glatzer
- scénariste :         Barry Oringer
- Remarque : l'acteur Peter Mark Richman avait déjà joué un autre personnage dans la série : le chef de la sécurité Tom Wiley, dans l'épisode 4 de la série : Les Sangsues.
- Distribution :

- Peter Mark Richman (Andrew Hatcher) crédité sous Mark Richman
- Susan Oliver (Joan Seeley)
- John Milford (James Boland)
- Kent Smith (Edgar Scoville)
- Robert H. Harris (en) (docteur Stanley Frederickson)
- Stewart Moss (en) (Hadley Jenkins)
- Alex Gerry (Sénateur Robert Breeding)
- Mary Gregory (la secrétaire)
- Bill Egan
- Burt Douglas (le premier envahisseur)
- Richard Merrifield
- Lincoln Demyan (le vigile)
- Ernest Harada (George, le serveur)
- Allen Joseph (un membre du jury)
- Michael Harris
- George Robotham (en) (le technicien de l'hôtel)
- Kenner G. Kemp (un membre du jury)
- Art Passarella (en) (un membre du jury)
- Spencer Chan (en) (le serveur) non crédité
- James Gonzalez (un membre du jury) non crédité
- George Hoagland (Arthur Coy) non crédité
- Chester Jones (un membre du jury) non crédité
- Tony Regan (un spectateur) non crédité
- Hal Taggart (un membre du jury) non crédité